# Bruc d'escombres
El bruc d'escombres (Erica scoparia) és una espècie d'arbust de la família de les ericàcies. També rep el nom de bruc bord, bruc femella, bruga, bruguera o cepell i, a l'Alguer, de castanyarjo.

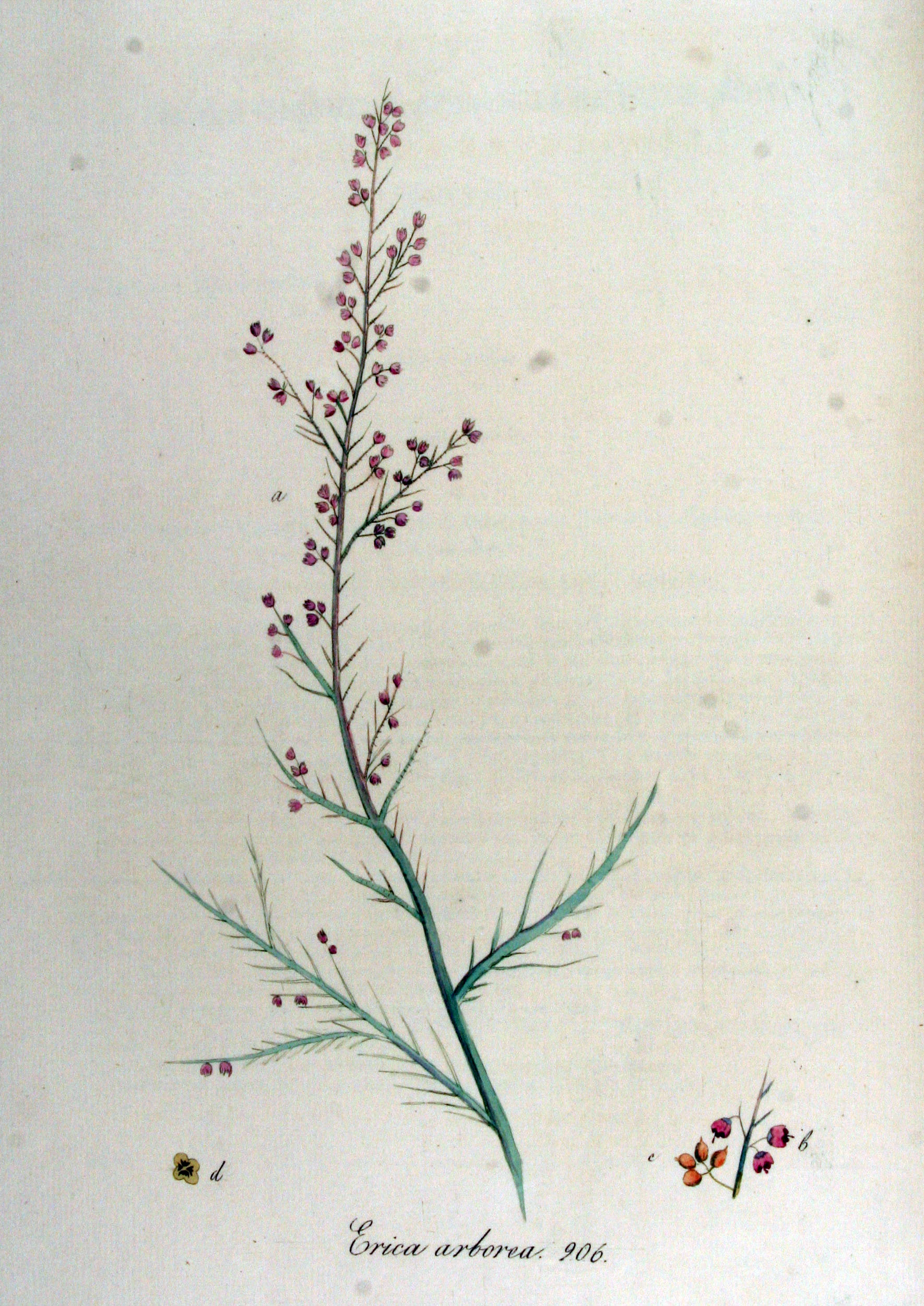
Il·lustració

## Descripció
És un arbust que fa d'1 a 3 m d'alt de tiges i branques primes, dretes i glabres. Les fulles són linears, d'uns 5 mm de llargada, lluents, disposades en verticils de 3 o 4. Floreix entre els mesos de maig i juliol. Les flors són verdoses groguenques, d'1 a 3 mm i disposades en raïms llargs i estrets al llarg de les tiges. El fruit és una càpsula glabra. L'epítet específic scoparia significa en llatí "com una escombra".

## Distribució i hàbitat
És una planta nativa de l'Europa central i occidental. Habita en brolles i boscos clars en substrats de silici.
A Catalunya es pot trobar bàsicament a les comarques gironines entre els 0 i els 1.200 metres d'altitud.
Pot coincidir en els mateixos hàbitats que el bruc boal (Erica arborea).

## Sinònims
- Chlorocodon scoparium (L.) Fourr.
- Erica absinthioides Spreng.
- Erica fucata Thunb.
- Erica platycodon (Webb & Berthel.) Rivas Mart. & al.
- Erica scoparia var. platycodon Webb & Berthel.
- Erica scoparia subsp. platycodon (Webb & Berthel.) A.Hansen & G.Kunkel
- Erica virgulata J.C.Wendl.
- Ericoides fucatum (Thunb.) Kuntze
- Ericoides scoparium (L.) Kuntze[7]